# Juan Pino
Ne doit pas être confondu avec Juan Pablo Pino.
Juan Pino, de son nom complet Juan-Antonio Pino-Perez, est un joueur de tennis cubain, né le 3 juillet 1965 à Pinar del Río.
Il est l'un des meilleurs joueurs de l'histoire de son pays depuis le début de l'ère Open.

## Carrière
Il est le premier joueur de tennis cubain à avoir joué dans une phase finale de Coupe Davis (depuis l'instauration du groupe mondial), le 26 mars 1993 contre Stefan Edberg, lors d'une rencontre de premier tour que l'équipe cubaine a perdu 5-0 contre la Suède. À ce jour, elle reste la seule participation de Cuba en phase finale. Pino a joué trois des cinq matchs de cette rencontre, perdant également en double aux côtés de Mario Tabares contre Henrik Holm et Anders Järryd puis dans un match de simple sans enjeu contre Nicklas Kulti. L'équipe de Cuba a ensuite perdu son match de barrage contre la Russie et a donc été reléguée au niveau inférieur. 
Juan Pino a représenté son pays en Coupe Davis durant 13 ans, devenant le joueur cubain le plus prolifique de la compétition, avec plusieurs records nationaux notamment en termes d'années jouées et de meilleur bilan pour un joueur cubain dans la compétition.
Pino n'a jamais réussi de grosses performances sur le circuit ATP. Il n'a atteint qu'une 199e place mondiale en simple et une 170e place en double, ce qui fait tout de même de lui l'un des meilleurs joueurs cubains de l'ère Open.
En simple, il a atteint deux finales sur le circuit Challenger : à Goiânia en 1989 et à Bogota en 1996 (où il a notamment battu Franco Squillari). En double, il a remporté celui de Viña del Mar en 1991 avec son compatriote Mario Tabares.
Sur le circuit ITF, il a gagné 21 titres en simple et 13 en double.
Il a par ailleurs remporté quatre médailles de bronze aux Jeux panaméricains :
- en double mixte à Indianapolis en 1987,
- en double messieurs et par équipe à La Havane en 1991,
- en double mixte à Mar del Plata en 1995.